# 伯伯伊察鄉
44°10′N 25°23′E / 44.167°N 25.383°E
伯伯伊察鄉（羅馬尼亞語：Comuna Băbăița, Teleorman），是羅馬尼亞的鄉份，位於該國南部，由特列奧爾曼縣負責管轄，面積53平方公里，海拔高度92米，2007年人口3,063，人口密度每平方公里58人。